# نابتة عظمية
النابتة العظمية تغير تنكسي على شكل نتوء عظمي ينمو عند المفاصل نتيجة زيادة الحمل على المفصل. النوابت العظمية هي البداية الأكثر شيوعاً للفصال، وهي قد تكون مؤلمة وتحدد حركة المفصل. وتظهر النوابت العظمية أيضا في العمود الفقري في التهاب الفقار المقسط.